# Logne (affluent de la Lembrée)
 (novembre 2021).
Si vous disposez d'ouvrages ou d'articles de référence ou si vous connaissez des sites web de qualité traitant du thème abordé ici, merci de compléter l'article en donnant les références utiles à sa vérifiabilité et en les liant à la section « Notes et références ».
Pour les articles homonymes, voir Logne.
La Logne est un ruisseau de Belgique, affluent de la Lembrée et faisant donc partie du bassin versant de la Meuse. Il coule entièrement dans la commune de Ferrières en province de Liège.

## Parcours
Ce ruisseau prend sa source à proximité de la route nationale 66 Ferrières-Werbomont au-dessus du hameau de Grand-Trixhe à une altitude d'environ 420 m. Il coule vers l'ouest, passe sous La Cherhale et s'appelle alors le ruisseau de Cherhalle. Par un parcours boisé, il passe au Trou où il reçoit en rive gauche le ruisseau de la Picherotte. Ensuite, il s'oriente vers le nord et passe entre Le Houpet et Lognoul où il prend le nom de Logne et reçoit le ruisseau des Longs Prés en rive droite. S'orientant de nouveau vers l'ouest, La Logne passe au pied de la Grotte du Renard avant de se jeter dans la Lembrée sous le hameau de Malacord à une altitude d'environ 190 m.
Le cours inférieur du ruisseau est longé en rive droite par l'ancien chemin de fer vicinal Comblain-la-Tour - Manhay (ligne 620) devenu un réseau préRAVeL appelé La Transferrusienne depuis 2016.